# Kurt Locher (Verwaltungsjurist)
Kurt Locher (* 22. November 1917 in Grenchen; † 20. August 1991 in Köniz) war ein Schweizer Staatsbeamter.

## Leben

### Familie
Kurt Locher war der Sohn von Kurt Otto Locher und dessen Ehefrau Alice Elsa (geb. Anner).
Seit 1941 war er mit Margrit Buri verheiratet.

### Werdegang
Nach einem Besuch des Gymnasiums in Solothurn begann Kurt Locher 1936 ein Studium der Rechtswissenschaften an der Universität Bern, das er 1940 beendete; 1941 promovierte er mit seiner Dissertation Die rechtliche Stellung und der Schutz der Gesellschaftsgläubiger im schweizerischen Aktienrecht zum Dr. jur.
In der Zeit von 1940 bis 1941 war er juristischer Mitarbeiter in der Sektion für Rechtswesen im Eidgenössischen Volkswirtschaftsdepartement und von 1941 bis 1942 im Büro für Altstoffwirtschaft; anschliessend war er von 1942 bis 1944 im Zentralsekretariat des Schweizerischen Landesverbands für Leibesübungen in Bern.
Vom 1. Juni 1944 bis 1950 war er anfangs als Direktionssekretär juristischer Mitarbeiter, bevor er von 1950 bis 1955 Chef der neu geschaffenen Sektion für internationales Steuerrecht und Doppelbesteuerungssachen wurde; in dieser Zeit erhielt er 1945 das Patent zum Fürsprecher im Kanton Bern.
Er war vom 1. Oktober 1955 Vizedirektor und vom 1. Mai 1969 bis zu seiner Pensionierung 1982, als Nachfolger für den zurückgetretenen Pierre Grosheintz, Direktor der Eidgenössischen Steuerverwaltung.
Seine Nachfolge trat Jacques Béguelin (* 1921) an.

### Berufliches Wirken
Kurt Locher wurde als Fachmann auf dem Gebiet des internationalen Steuerrechts angesehen; 1967 wurde er zum Beauftragten des Bundesrats für internationale Steuerfragen berufen. In seine Amtszeit fiel der Abschluss zahlreicher Doppelbesteuerungsabkommen mit anderen Staaten und hierbei prägte er die schweizerische Abkommenspolitik auf dem Steuergebiet durch sein Gedankengut. Er leitete zahlreiche schweizerische Delegationen an internationalen steuerrechtlichen Verhandlungen und war auch Vertreter der Schweiz im Fiskalkomitee der OECD sowie in der Arbeitsgruppe EFTA für Doppelbesteuerungsfragen.
Als Praktiker setzte er sich sowohl für den Bund aber auch für die Steuerpflichtigen ein, und verschonte diese in Steuerfragen mit komplizierten Texten, vielmehr versuchte er alles so einfach und verständlich wie möglich darzustellen.
Er verfasste mehrere Handbücher über das internationale Doppelbesteuerungsrecht sowie über verschiedene Doppelbesteuerungsabkommen.

### Politisches Wirken
Von 1953 bis 1957 war Kurt Locher Mitglied und von 1957 bis 1960 Vizepräsident des Gemeinderats Muri bei Bern für die Freisinnig-Demokratische Partei (FDP).

## Mitgliedschaften
- Kurt Locher war Mitglied der Schülerverbindung Wengia Solodorensis.

## Schriften (Auswahl)
- Die rechtliche Stellung und der Schutz der Gesellschaftsgläubiger im schweizerischen Aktienrecht. Affoltern am Albis, 1941.
- Die interkantonale und internationale Doppelbesteuerung. Zürich: Verlag Verband Schweizerischer Bücherexperten, 1946.
- Handbuch der schweizerisch-amerikanischen Doppelbesteuerungsabkommen, Einkommens- und Erbschaftssteuern. Basel: Recht und Gesellschaft, 1952.
- Die Praxis der Bundessteuern (3 Bände). Basel: Verlag für Recht und Gesellschaft, 1953.
- Das Problem einer Verschmelzung der Gemeinden Ebnat und Kappel unter rechtlichen, finanzpolitischen und verwaltungsorganisatorischen Gesichtspunkten. St. Gallen, 1957.
- Die Schweiz und die europäische Integration: fiskalische Aspekte. Bern 1968.
- Das neue schweizerisch-deutsche Doppelbesteuerungsabkommen und die deutschen Massnahmen gegen die Steuerflucht. Zürich, 1971.
- Das schweizerisch-deutsche Doppelbesteuerungsabkommen (1931): Textausgabe und Praxis. Basel: Verlag für Recht und Gesellschaft, 1959–1972.
- Die Staats- und Gemeindeverwaltung im Kanton Appenzell Innerrhoden unter besonderer Berücksichtigung der verwaltungsorganisatorischen, rechtlichen und finanziellen Aspekte einer Neuordnung. Zürich; St. Gallen: Polygraph. Verlag, 1964.
- Probleme der Doppelbesteuerungsabkommen. Zürich 1967.
- Doppelbesteuerungsabkommen Schweiz-Deutschland 1971 und 1978: Steuern vom Einkommen und Vermögen, Nachlass- und Erbschaftssteuern; Textausgabe und Praxis (4 Bände). Basel Verl. für Recht und Gesellschaft 1974.
- Das interkantonale Doppelbesteuerungsrecht: Unter Berücksichtigung der Rechtsprechung des Bundesgerichts bis Ende 1973. Basel: Verl. für Recht und Wirtschaft, 1974.
- Doppelbesteuerungsabkommen Schweiz-Deutschland 1971 und 1978 Steuern vom Einkommen und Vermögen, Nachlass- und Erbschaftssteuern: Textausgabe und Praxis.  Basel Verlag für Recht und Gesellschaft 1979.